# Bandera de Kalmukia

Bandera de la República de Kalmukia.

Bandera de la RSSAK (1957-1992).

La bandera de Kalmukia es uno de los símbolos oficiales del sujeto federal homónimo de la Federación Rusa. Se aprobó en 1993. Su diseño consiste en un rectángulo de color oro de proporciones 1:2 en el que hay un círculo azul con una flor de loto blanco en el centro.
La bandera actual de Kalmukia también tiene algunas similitudes con las banderas de Kazajistán y Palau desde el 30 de julio de 1993.

## Simbolismo
- El amarillo simboliza el sol, las personas y la fe religiosa de la nación, pues la población del país en su mayoría profesa el lamaismo y budismo;
- El azul representa el cielo, la eternidad y la perseverancia;
- El loto es un símbolo de la pureza, el renacimiento espiritual y la felicidad. Los cinco pétalos superiores representan los continentes y los cuatro pétalos inferiores, las habitaciones del mundo. Juntos representan la voluntad del pueblo de Kalmukia de vivir en amistad y cooperación con todas las naciones del mundo.

- Datos: Q523638
- Multimedia: Flags of Kalmykia / Q523638